# النظام الوطني المتكامل لمعلومات الجفاف
النظام الوطني المتكامل لمعلومات الجفاف (بالإنجليزية: National Integrated Drought Information System، واختصارًا: NIDIS) تم التوقيع على القانون ليصبح قانونًا نافذأ في عام 2006 في الولايات المتحدة. وصفت رابطة الحكام الغربيين الحاجة إلى النظام الوطني في تقرير عام 2004، وإنشاء نظام إنذار مبكر للجفاف للقرن الحادي والعشرين: النظام الوطني المتكامل لمعلومات الجفاف. يدعو قانون النظام الوطني إلى نهج مشترك بين الوكالات ومتعدد الشركاء لرصد الجفاف والتنبؤ والإنذار المبكر، بقيادة الإدارة الوطنية للمحيطات والغلاف الجوي.
يجري تطوير النظام الوطني لتوحيد البيانات عن الآثار المادية والهيدرولوجية والاجتماعية والاقتصادية للجفاف على أساس مستمر، لتطوير دعم قرار الجفاف وأدوات المحاكاة للمناطق الحرجة الحساسة للجفاف، ولتمكين التخطيط الاستباقي من قبل المتضررين من الجفاف.
يعتمد النظام الوطني على الموظفين والخبرة والشبكات الخاصة بالمركز الوطني للتخفيف من آثار الجفاف ومراكز المناخ الإقليمية التابعة للإدارة الوطنية للمحيطات والغلاف الجوي والعلوم والتقييمات الإقليمية المتكاملة، وغيرها. تشمل الوكالات والإدارات الفيدرالية المشاركة في النظام الوطني فيلق المهندسين بالجيش الأمريكي ومكتب الاستصلاح والمسح الجيولوجي الأمريكي ووكالة ناسا ووزارة الطاقة الأمريكية ووكالة حماية البيئة الأمريكية ومؤسسة العلوم الوطنية وخدمة الحفاظ على الموارد الطبيعية.
يقوم النظام الوطني بالبناء على البنية التحتية للنظام والبيانات والمنتجات التشغيلية من مختلف الوكالات. على سبيل المثال تتضمن بيانات من الشبكة التابعة لخدمة الحفاظ على الموارد الطبيعية التابعة لوزارة الزراعة الأمريكية ومستويات الخزان وتدفق التدفق من وزارة الداخلية الأمريكية وفيلق المهندسين بالجيش الأمريكي وتوقعات الأنهار من ناشيونال. خدمة الطقس وهي يشتمل على منتجات تشغيلية مثل مراقب الجفاف في الولايات المتحدة وتوقعات الجفاف الموسمي. يعمل الباحثون على مساعدة صانعي القرار في العديد من السياقات من خلال إتاحة معلومات مراقبة الجفاف والتنبؤ به وتأثيراته في مجموعة متنوعة من المقاييس المكانية والحدود الجيوسياسية، بما في ذلك المناطق ومستجمعات المياه والمقاطعات. النظام الوطني هو نموذج أولي لخدمات المعلومات، لدعم الاستعداد والتكيف مع تغير المناخ وتغيره. في أواخر عام 2007 أطلق النظام الوطني بوابة الجفاف الأمريكية وهو موقع إلكتروني يجمع العديد من الموارد الفيدرالية والولائية والأكاديمية لمراقبة الجفاف.
يتم دعم برنامج النظام الوطني من قبل مكتب برنامج المناخ ويقع مقره في مختبر أبحاث نظام الأرض في بولدر كولورادو.